# Janata Dal
Janata Dal var ett politiskt parti i Indien, bildat av avhoppare från Janatapartiet.
1989 deltog man i den valallians, National Front, som kom till makten till följd av kritik mot Kongresspartiets inblandning i Boforsaffären.